# Festetics-kastély (Keszthely)
A Festetics-kastély Keszthely kiemelkedő jelentőségű műemléke. Építése még a 18. század közepén kezdődött el, ám csak az 1880-as években, nagyszabású átépítés és bővítés után nyerte el végleges formáját. A város minden évben több kulturális eseménynek ad helyet, amelyek egy részét a Festetics-kastély dísztermében szervezik. Önálló kongresszusi központtal és színházzal rendelkezik.

## Története
1. A 18. század elején Keszthely több földesúr tulajdonában volt. A legnagyobb birtokostól, Pethő Jánostól vásárolta meg az ő részeit Festetics Kristóf 1739-ben.  A barokk stílusú kastély építése a 18. század közepén kezdődött és még e század folyamán többször átalakították. 1883–87 között neobarokk toronnyal és újabb épületrészekkel bővítették (tervező: Victor Rumpelmayer, építés ideje: 1883–1887).[1] Ezáltal az U alakú (cour d'honneur elrendezésű), egyemeletes,  közép- és oldalrizalitokkal tagolt kastély főhomlokzata elvesztette korábbi szimmetriáját. A kastély 101 helyiségből áll. A kastély bejárata előtt található a család leghíresebb tagjának, gróf Festetics Györgynek a szobra, aki kiemelten fontosnak tartotta a kultúrát. A kastélyban 20 termen keresztül mutatják be, hogyan éltek a főurak a 18., 19. században. A Tükör teremben minden héten tartanak operett koncerteket.

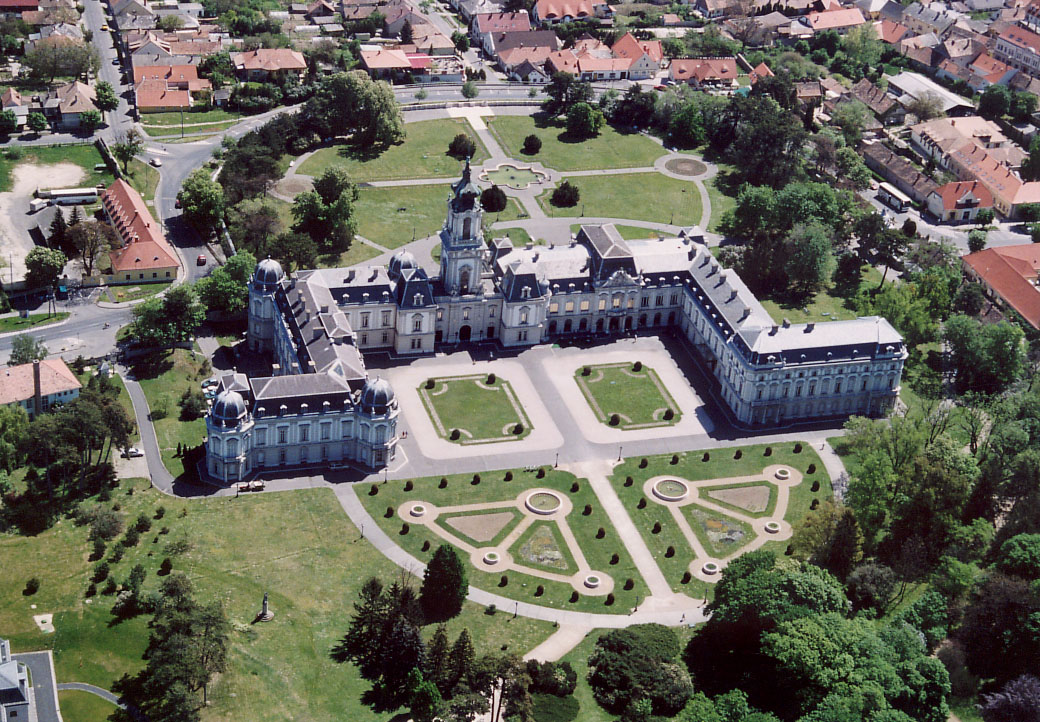
A kastély légifelvételen

2. A második világháború nem okozott komoly pusztítást a városban, a Festetics-kastély épülete, bútorzatának egy része és könyvtára épen maradt. A könyvtár megmenekülése annak is köszönhető, hogy a fosztogatásokat megelőzendő a könyvtári szárnyat az ott elraktározott berendezési tárgyakkal együtt elfalazták. A könyvtár állományából utóbb az értékesebb példányokat Budapestre szállították és beolvasztották az Országos Széchényi Könyvtár gyűjteményébe, majd más kötetekkel pótolták őket. A kastély berendezésének jelentős része a háborúval és utána mégis szétszóródott, elvándorolt. Kisebb berendezési és dísztárgyak máig tisztázatlan körülmények között a háborús idők zűrzavarában vagy utána kallódtak el a kastélyból. A hévízi fürdőkórházba menekített és ott megrongálódott bútorokat később Budapestre, az Iparművészeti Múzeumba szállították restaurálásra. Más, veszélyeztetettnek tartott, kiemelkedő kvalitású bútorokat a háború után, a kastélyból is szállítottak Budapestre, az akkori szóhasználattal "elhagyott javakként" kezelve őket. Így a kastély berendezésének legjelentősebb, főleg XVIII. századi francia rokokó és klasszicista bútorai máig az Iparművészeti Múzeumban, raktárban vagy a Múzeum nagytétényi kastélybeli kiállítóhelyén találhatóak meg. Bizakodásra adhat okot, hogy 2013. április 16-i keszthelyi látogatásán Lázár János Miniszterelnökséget vezető államtitkár szóbeli nyilatkozatban fejezte ki a kormány elkötelezettségét és fejlesztési szándékát abban a vonatkozásban is, hogy a Festetics-kastélyból származó berendezési tárgyakat az Iparművészeti Múzeumból már a közeljövőben visszaszállítják a kastélyba, ezzel is gazdagítva és hitelesebbé téve az ország leglátogatottabb kastélymúzeumát. Ezen műtárgyak fokozatos átadása 2014-ben meg is kezdődött és 2015-ben majd 2016-ban is folytatódott. Az Iparművészeti Múzeum raktárából és Nagytétényi Kastélymúzeum-beli bútorkiállításáról is több, egyértelműen Festetics-eredetű (és feltehetően Hamilton-eredetű) szalonbútor visszakerült a kastélyba, ahol azokat a fokozatosan megújuló főúri életforma enteriőrkiállításba integrálták.
3. Más ritka és fokozottan kényes műbútorok átadása még várat magára, de a jövőbeli fejlesztésekkel remény lehet további kiállításbővítésre és az enteriőrök gazdagodására, hitelességének fokozására is. Ezek érdekében a kastélymúzeum továbbra is kiemelt figyelemmel kezeli és köszönettel fogadja a lakosság és műgyűjtők segítő információit és felajánlásait is a tudomásukra jutott vagy birtokukban lévő, feltehetően Festetics-eredetű műtárgyak felbukkanásáról, kiállításra kölcsönzéséről vagy a kastélymúzeum részére eladásáról.
4. 2015. június 18-án hosszú előkészítés után átadásra került a Festetics-kastély egykori női nagy szalonjának részleges rekonstrukciója, amely az enteriőrkiállítás közel 40 éves fennállása alatt az addigi leglátványosabb fejlesztés volt. A tiszta XVI. Lajos stílusú terem addigi, stílusában oda nem illő és addig esetlegesen elrendezett biedermeier bútorait ekkor sikerült pályázati forrásokból és magángyűjtői közreműködéssel kicserélni egy franciaországi árverésen felbukkant, korhű és a szalon stílusához tökéletesen illő francia, XVI. Lajos stílusú, 11 darabos, szövött textillel kárpitozott aranyozott szalongarnitúrára, melyhez az addigra az Iparművészeti Múzeumtól visszakapott és egyéb, frissen restaurált Festetics-eredetű bútorok is társultak. A szalongarnitúráról a magyarmuzeumok.hu 2015.06.25-i cikke számolt be részletesen. A rekonstrukciót később egy francia Aubusson technikájú, III. Napóleon stílusú szövött szőnyeg, valamint aranyozott bronz dísztárgyak: órák, kandeláberek, tűzbakok és egyéb szalonbútorok is kiegészítették. Az egykori hercegnői szalon berendezése mindezekkel az eredeti állapotát sokkal jobban megközelítő módon gazdagodott olyan egységes színvonalon és korhű hangulatot teremtve, hogy az magyarországi kastélymúzeumokban jelenleg egyedülálló, csak nyugati mintákhoz mérhető. A távlati tervek között szerepel még a szalon textil tapétájának rekonstrukciója és a bútorok elrendezésének módosítása olyan módon, hogy a látogatói útvonal megváltoztatásával a szalongarnitúra a szalont teljes szélességében kitöltő szőnyeggel együtt szimmetrikusan, a szoba közepére kerülhetne, a jelenlegi féloldalas elhelyezés helyett. A szalon teljes történetéről és átalakulásairól az idők folyamán a kastélymúzeum honlapjának archív képekkel is illusztrált tematikus cikksorozata számolt be 2016 folyamán.
5. 2015. december 16-án átadásra került a Festetics–kastély parkjának történeti rekonstrukciója. A beruházás keretein belül a parkot viktoriánus stílusban visszaállították az eredeti 19. századi Milneri terveknek megfelelően. A park rekonstrukció több mint 243 millió forintból valósult meg és megújult többek között a hercegnői kamarakert, a tó és a híd, a szökőkutak, és a parter.
2015. április 29-én átadták a kétmilliárd forintból megújult, a kastélytól különálló Amazon Házat, benne főúri utazások tematikájú kiállítással, a pálmaházat, a kastély javított tetőzetét és a kastélyban néhány megújult helyiséget, köztük az enteriőrkiállítás folytatásában lévő díszes termekben egy új, modern installációkkal megvalósult kiállítást a Festetics-családról, egy új jegypénztárat és múzeumi boltot. A kastélymúzeum nagy részét azonban, mind az északi szárny termeit, mind a 40 éves főúri életforma enteriőrkiállítást a hangzatos hírekkel szemben a 2 milliárdos projekt változatlanul hagyta, így ezek teljes rekonstrukciója még várat magára. A felújítás időszakában ugyanakkor tíznél is több olyan berendezési és műtárgy került vissza Keszthelyre, amely egykor a főúri kastélyban volt. A Lázár János Miniszterelnökséget vezető miniszter kezdeményezésére indult műtárgyvásárlási program jóvoltából pedig csaknem 10 millió forint értékben három műtárggyal is gyarapodott a kiállítóhely. A megnyitón bemutatásra került, hat darab 1817-ből való aranyozott ezüstpoharat, rajta a Festetics-család címerével, egy bécsi aukción vásárolta meg a magyar állam. A kastélyban élt Festetics grófné, Mary Victoria Hamilton faragott márványszobrát budapesti aukción vásárolták vissza, a 19. század első feléből származó - az egykori kastélyberendezéshez hasonló - neorokokó szalongarnitúra pedig szintén egy budapesti árverésen került az állam tulajdonába.
6. Tervezik a kastélypark hátsó traktusában lévő vadászati múzeum felújítását, bővítését, illetve az önkormányzat bevonásával a parkot - az 1980-as évek óta - kettészelő közút megszüntetését. További alapvető szükség lenne a kastély teljes gépészeti felújítására is, amely az eddigi, főként más épületek rekonstrukcióját érintő fejlesztésekből kimaradt.
7. Az Amazon Ház rendezvénytermének köszönhetően a kastély eddig rendezvényteremként funkcionáló, de ilyen minőségükben a nagyközönség elől részben elzárt vagy nem eredeti funkciójukban bemutatott dísztermei is felszabadulhatnának és megnyílhatnának további méltó kiállítási helyszínként. Így a jövőben lehetőség lehetne a koncerthelyszínként használt, tükörteremnek nevezett egykori nagy díszebédlő rekonstrukciójára és hitelesebb bemutatására is eredeti díszebédlő funkciójában, melyhez a terem adottságai, mérete, fehér-arany neorokokó dekorációja ideálisak.

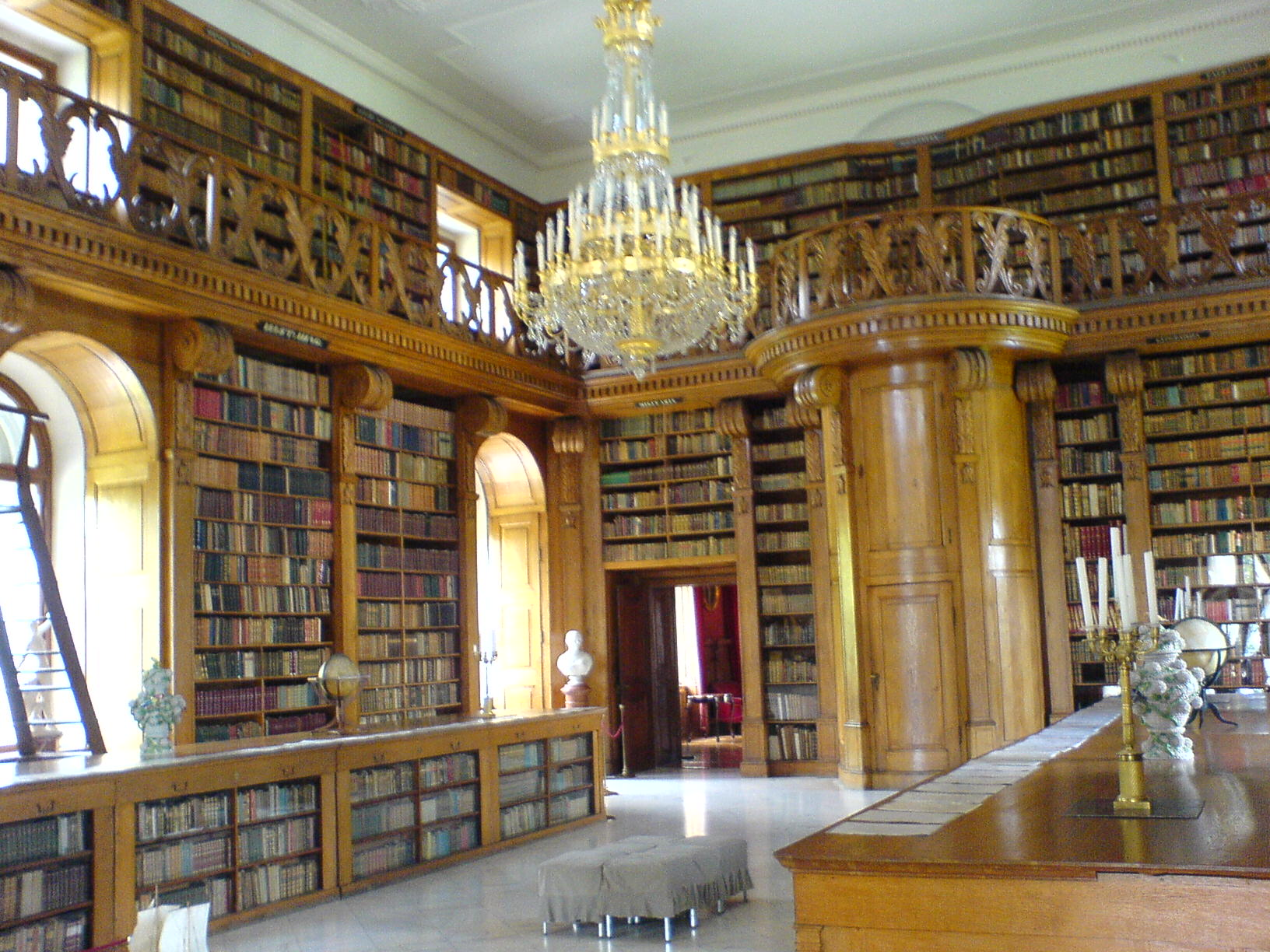
A könyvtár

## A Helikon könyvtár
Keszthely – és egyben a Festetics család – legjelentősebb alakja Festetics György (1755–1819), aki 1791-től élt Keszthelyen. 1799 és 1801 között könyvtári szárnyat épített a kastélyhoz, számos folyóirat, szépirodalmi mű megjelenését támogatta. 1817-től évente kétszer rendezte meg a Helikon ünnepségeket, melyen a Dunántúl legnevesebb költőit, íróit látta vendégül. Innen a Berzsenyi Dániel szájából elhangzó mondás, amely Keszthelyt „kis magyar Weimar”-nak nevezi. 

A Helikon könyvtár kb. 80 ezer kötetes gyűjteményét a Festetics család hozta létre. A könyvek között több régi enciklopédia és régi nyomat található. Ez Európa legnagyobb épen maradt főúri könyvtára. A könyvtár nevezetes nagytermének faragott tölgyfa bútorait Kerbl János keszthelyi asztalos készítette.

## A  Balatoni Borok Háza
A kastély 500 éves pincerendszerében 2005 óta helyet kap a Balatoni Borok Háza, amely borkóstolóval egybekötött tárlatvezetést kínál.

## A Helikon Kastélymúzeum
A Helikon könyvtárat is magában foglaló Festetics-kastély az ország negyedik legnagyobb kastélyaként teljes felújítása után jelentős kiállításokkal és rangos zenei rendezvényekkel várja a látogatókat. A felújítás után az új múzeumépületben állandó vadászati múzeum nyitotta meg kapuit, többek között Hidvégi Béla nemzetközi hírű vadász trófeáiból. Az új épület tetőterében a történelmi modellvasút kiállításon Európa egyik legnagyobb terepasztala látható.

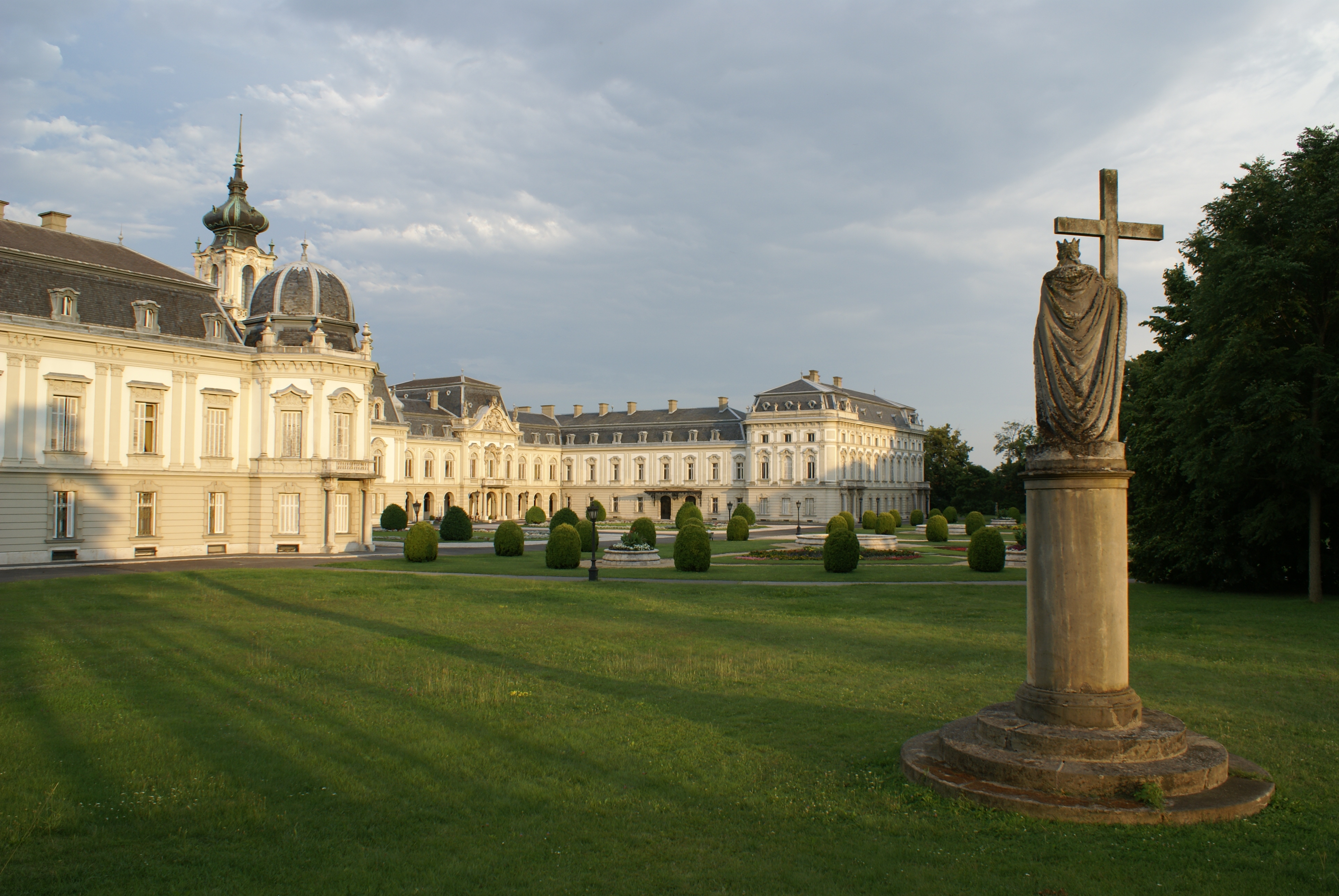
A kastély parkja

## Bélyegen
Magyarországon 1992. március 27-én a kastélyt ábrázoló 15 Ft névértékű bélyeget adtak ki. (Tervezője Vertel József.)

## A kastélypark
A 42 hektáros park természetvédelmi terület. Több különleges fafajta található benne. A kínai páfrányfenyőket még Festetics György idejében ültették. A legidősebb fa egy 400 éves kocsányos tölgy (Quercus robur).

## A hintómúzeum
A kastély parkjában a volt lovardában található Magyarország legnagyobb megmaradt hintógyűjteménye. A kiállítást több kocsi és hintó alkotja, amely a híres budapesti Kölber Fülöp féle kocsigyárból származott.